# 천안 은석사 목조여래좌상
천안 은석사 목조여래좌상(天安 銀石寺 木造如來坐像)은 대한민국 충청남도 천안시 은석사에 있는 조선시대의 불상이다. 2005년 10월 31일 충청남도의 유형문화재 제179호로 지정되었다.

## 참고 자료
- 천안 은석사 목조여래좌상 - 국가유산청 국가유산포털